# Семестровий контроль
Семестро́вий контро́ль проводиться у формах семестрового екзамену, диференційованого заліку або заліку з конкретної навчальної дисципліни в обсязі навчального матеріалу, визначеного навчальною програмою.

## Семестровий екзамен
Семестровий екзамен — це форма підсумкового контролю засвоєння студентом теоретичного та практичного матеріалу з окремої навчальної дисципліни за семестр, що проводиться як контрольний захід під час екзаменаційної сесії.

## Семестровий диференційований залік
Семестровий диференційований залік — це форма підсумкового контролю, що полягає в оцінці засвоєння студентом навчального матеріалу з певної дисципліни та на підставі результатів виконаних індивідуальних завдань, що проводиться як контрольний захід під час залікового тижня.
Також диференційований залік не залежить від поточних оцінок студента.